# Axel Burén
Axel Otto Gotthard af Burén, född 20 oktober 1842 i Ekeby församling, Östergötlands län, död 23 november 1923, var en svensk operachef.

## Biografi
Axel af Burén föddes 1842 på Ekeberg under Boxholms bruk i Ekeby församling. Hans föräldrar var brukspatronen Pontus af Burén och friherrinnan Carolina Mariana Ehrenkrona. Han blev student vid Uppsala universitet 1864 och avlade kameralexamen 1864. af Burén arbetade 1866 som kammarjunkare och blev 1868 arkivarie och skattmästare i svenska bibelsällskapets kommitté. Han blev tillförordnad kammarskrivare i Kungliga Statskontoret 1874 och kammarherre samma år, var kammarskrivare vid hovförvaltningen 1876–1890, var kammarherre hos prinsessan Eugénie 1881-1889, förvaltare av Konungens Enskilda Fond 1890, överintendent 1900 och direktör vid Kungliga Teatern 1892–1907.
Han var ordförande i Filharmoniska sällskapet 1887-1903.
Burén invaldes som ledamot 495 av Kungliga Musikaliska Akademien den 20 december 1897. 

### Familj
Af Burén gifte sig den 4 oktober 1867 i Stockholm med friherrinnan Hedvig Catharina (Carin) Åkerhielm af Blombacka. Hon var dotter till kaptenen Oskar August Blixt Åkerhielm af Blombacka och Christina Fredrika Åkerhielm af Margretelund. De fick tillsammans barnen Per Axel Oskar af Burén (1868–1869), Anna Carolina af Burén (1870–1871), Märta Fredrika af Burén (1873–1881) och sjukgymnasten Daniel af Burén (1875–1939).

## Utmärkelser
- Konung Oscar II:s och Drottning Sofias guldbröllopsminnestecken, 1907.[10]
- Konung Oscar II:s jubileumsminnestecken, 1897.[10]
- Kommendör av första klassen av Vasaorden, 21 januari 1903.[11]
- Riddare av Nordstjärneorden, 1889.[12]
- Kommendör av andra graden av Danska Dannebrogorden, senast 1915.[10]